# Pitkevitch-Gletscher
Der Pitkevitch-Gletscher ist ein 32 km langer Gletscher an der Pennell-Küste des ostantarktischen Viktorialands. Er fließt in den Admiralitätsbergen in nördlicher Richtung entlang der Westflanke der DuBridge Range und erreicht die Somow-See unmittelbar östlich der Atkinson-Kliffs, wo er in die Anderson-Eisfälle übergeht. Ein Teil des unteren Gletscherabschnitts fließt in nordwestlicher Richtung zum Fendley-Gletscher.
Der United States Geological Survey kartierte ihn anhand geodätischer Vermessungen und mithilfe von Luftaufnahmen der United States Navy von 1960 bis 1963. Das Advisory Committee on Antarctic Names benannte den Gletscher 1964 nach Stabsoffizier Leonard M. Pitkevitch von der United States Air Force, der am 15. Oktober 1958 gemeinsam mit fünf weiteren Besatzungsmitgliedern beim Absturz einer Douglas C-124 Globemaster II am Kap Roget im Rahmen einer Operation Deep Freeze ums Leben gekommen war.